# Problema de Scunthorpe

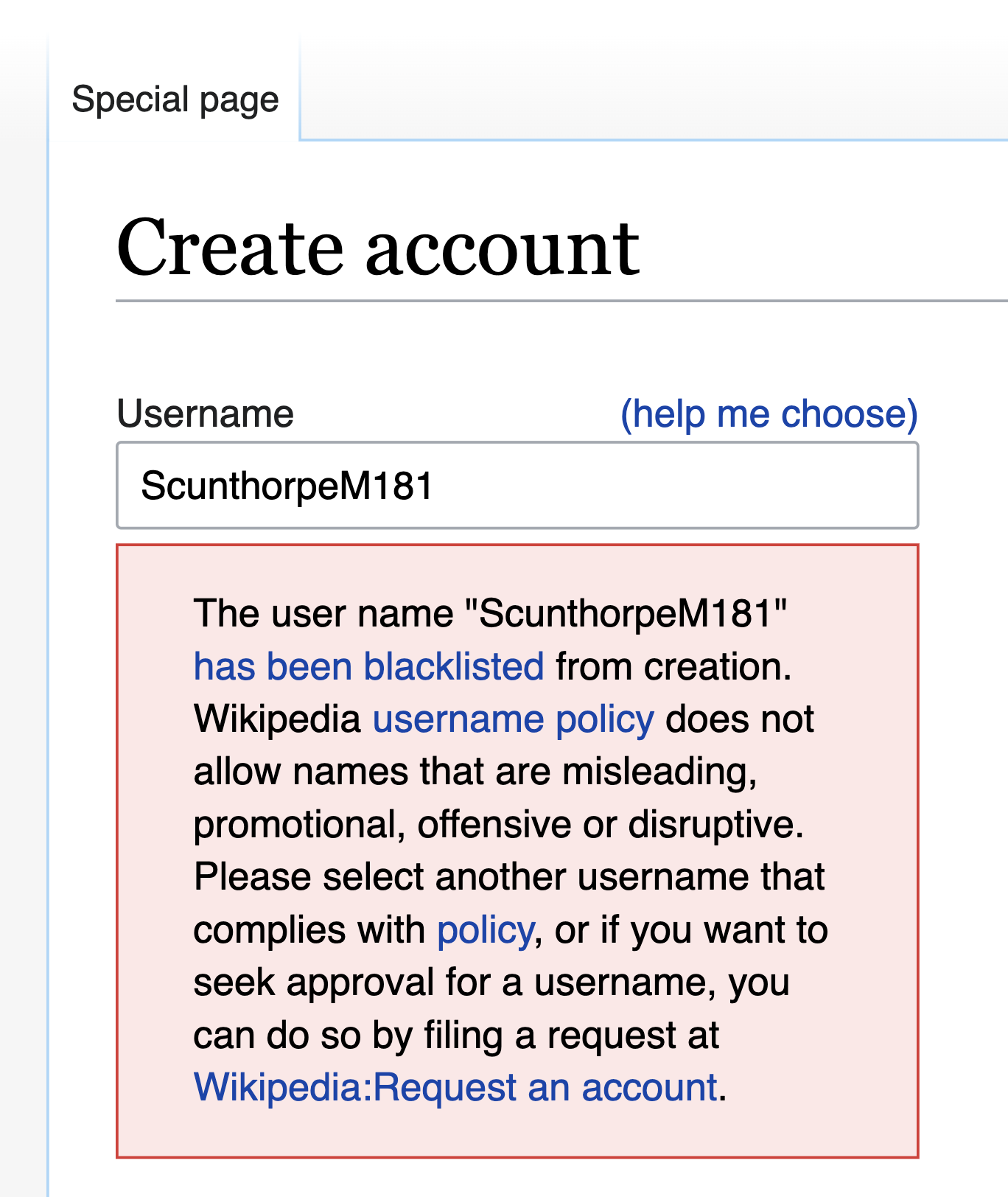
Un ejemplo del problema de Scunthorpe en Wikipedia debido a una expresión regular que identifica "cunt" en el nombre de usuario

El problema de Scunthorpe es el bloqueo involuntario de sitios web, correos electrónicos, publicaciones en foros o resultados de búsqueda por parte de un filtro de spam o un motor de búsqueda porque su texto contiene una cadena (o subcadena) de letras que parecen tener un significado obsceno o inaceptable. Los nombres, las abreviaturas y los términos técnicos se citan con mayor frecuencia como afectados por el problema.
El problema surge porque las computadoras pueden identificar fácilmente cadenas de texto dentro de un documento, pero interpretar palabras de este tipo requiere una habilidad considerable para interpretar una amplia gama de contextos, lo cual es una tarea extremadamente difícil. Como resultado, las amplias reglas de bloqueo pueden generar falsos positivos que afecten a frases inocentes.

## Etimología y origen
El problema recibió su nombre de un incidente en 1996 en el que el filtro de blasfemias de AOL impidió que los residentes de la ciudad de Scunthorpe, North Lincolnshire, Inglaterra, crearan cuentas con AOL, porque el nombre de la ciudad contiene la subcadena "cunt" (una manera vulgar en inglés de referirse a la vagina y que además se utiliza como insulto). A principios de la década de los 2000, los filtros SafeSearch opcionales de Google cometieron el mismo error, y los servicios y empresas locales que incluían a Scunthorpe en sus nombres o URL se encontraban entre los excluidos por error de aparecer en los resultados de búsqueda.

## Soluciones alternativas
El problema de Scunthorpe es difícil de resolver por completo debido a la dificultad de crear un filtro capaz de comprender palabras en contexto. Una solución consiste en crear una lista de permitidos de falsos positivos conocidos. El filtro puede ignorar cualquier palabra que aparezca en la lista de permitidos, aunque contenga texto que de otro modo no estaría permitido.

## Otros ejemplos
Las decisiones erróneas de los filtros de obscenidad incluyen:

### Nombres de dominio web y registros de cuentas rechazados
- En abril de 1998, Jeff Gold intentó registrar el nombre de dominio shitakemushrooms.com, pero debido a la subcadena "shit" (mierda), fue bloqueado por un filtro de InterNIC que prohibía las "siete palabras sucias".[6] (Shiitake, también comúnmente escrito shitake, es el nombre japonés del hongo comestible Lentinula edodes.)
- En 2000, una noticia de la televisión canadiense sobre el software de filtrado web descubrió que el sitio web de la Comunidad Urbana de Montreal (Communauté Urbaine de Montréal, en francés) estaba completamente bloqueado porque su nombre de dominio era su acrónimo francés CUM (www.cum.qc.ca). );[7] "cum", que entre otros significados, es la jerga del idioma inglés para semen.
- En febrero de 2004 en Escocia, Craig Cockburn informó que no podía usar su apellido (pronunciado "Coburn") en Hotmail porque contiene la subcadena "cock", una palabra vulgar para referirse al pene. Por otra parte, tuvo problemas con el correo electrónico de su lugar de trabajo porque su cargo, "software specialist" (especialista en software), contenía la subcadena cialis, un medicamento para la disfunción eréctil que se menciona comúnmente en los correos electrónicos no deseados. Hotmail inicialmente le dijo que deletreara su nombre C0ckburn (con un cero en lugar de la letra "o"), pero luego revirtió la prohibición.[8] En 2010, tuvo un problema similar al registrarse en el sitio web de la BBC, donde nuevamente los primeros cuatro caracteres de su apellido causaron un problema para el filtro de contenido.[9]
- En febrero de 2006, a Linda Callahan se le impidió inicialmente registrar su nombre en Yahoo! como una dirección de correo electrónico, ya que contenía la subcadena "allah". Yahoo! más tarde revocó la prohibición.[10]
- En julio de 2008, el Dr. Herman I. Libshitz no pudo registrar una dirección de correo electrónico con su nombre en Verizon porque su apellido contenía la subcadena "shit" (mierda) y Verizon inicialmente rechazó su solicitud de excepción. En una declaración posterior, una portavoz de Verizon se disculpó por no aprobar su dirección de correo electrónico deseada.[11]
- El cadena "kunt" también está prohibido para el registro en Wikimedia. Las personas de Lakuntza no pueden crear cuentas usando su nombre de ubicación; de forma similar, no se puede utilizar la palabra "hezkuntza" (educación), palabra habitual a la hora de crear cuentas desde el colegio.

### Búsquedas web bloqueadas
- En los meses previos a enero de 1996, se filtraron algunas búsquedas web de Super Bowl XXX, porque el número romano para el juego y el sitio (XXX) también se usa para identificar pornografía.[12]
- Gareth Roelofse, el diseñador web de RomansInSussex.co.uk, señaló en 2004: "Encontramos muchas estaciones de Internet de bibliotecas, redes escolares y cibercafés que bloquean sitios con la palabra 'sexo' en el nombre de dominio. Este fue un desafío para RomansInSussex.co.uk porque su público objetivo son los niños en edad escolar".[2]
- En 2008, el filtro del servicio inalámbrico gratuito de la ciudad de Whakatane en Nueva Zelanda bloqueó las búsquedas que involucraban el propio nombre de la ciudad porque el análisis fonético del filtro consideró que "whak" sonaba como "fuck"; el nombre de la ciudad está en maorí, y en el idioma maorí "wh" se pronuncia más comúnmente como /f / . Posteriormente, la ciudad colocó el nombre de la ciudad en la lista blanca del filtro.[13]
- En julio de 2011, las búsquedas en la web en China sobre el nombre Jiang fueron bloqueadas luego de afirmaciones en el sitio de microblogging Sina Weibo de que el exsecretario general del Partido Comunista Chino (PCCh), Jiang Zemin, había muerto. Dado que la palabra "Jiang", que significa "río", está escrita con el mismo carácter chino (江), las búsquedas relacionadas con ríos, incluido el Yangtze (Cháng Jiāng), generaron el mensaje: "De acuerdo con las leyes, reglamentos y políticas pertinentes, los resultados de esta búsqueda no se puede mostrar".[14]
- En febrero de 2018, las búsquedas web en la plataforma de compras de Google se bloquearon para artículos como pistolas de pegamento, Guns N' Roses (contiene gun en el nombre) y vino de Borgoña (borgoña, en inglés burgundy, contiene "gun") después de que Google parchó apresuradamente su sistema de búsqueda que mostraba resultados de armas y accesorios que violaban las políticas establecidas de Google.[15]

### Correos electrónicos bloqueados
- En 2001, Yahoo! Mail introdujo un filtro de correo electrónico que reemplazó automáticamente las cadenas relacionadas con JavaScript con versiones alternativas, para evitar la posibilidad de secuencias de comandos entre sitios en el correo electrónico HTML. El filtro dividiría los términos "JavaScript", "JScript", "VBScript" y "LiveScript"; y reemplazó "eval", "mocha" y "expression" con los términos similares pero no del todo sinónimos "review", "espresso" y "statement", respectivamente. Las suposiciones estuvieron involucradas en la escritura de los filtros: no se hizo ningún intento de limitar estos reemplazos de cadenas para anchor script, o para respetar los límites de las palabras, en caso de que esto dejara abiertas algunas lagunas. Esto resultó en errores como medireview en lugar de medieval.[16][17][18]
- En febrero de 2003, los miembros del Parlamento en la Cámara de los Comunes del Reino Unido descubrieron que un nuevo filtro de spam estaba bloqueando los correos electrónicos que contenían referencias al proyecto de ley de delitos sexuales que se estaba debatiendo en ese momento, así como algunos mensajes relacionados con un documento de consulta de los liberales demócratas sobre la censura.[19] También bloqueó los correos electrónicos enviados en galés porque no reconocía el idioma.[20]
- En octubre de 2004, se informó que el Museo Horniman de Londres no estaba recibiendo algunos de sus correos electrónicos porque los filtros trataron erróneamente su nombre como una versión de las palabras "horny man".[21]

### Bloqueado por palabras con múltiples significados
- En octubre de 2004, las computadoras de las escuelas bloquearon los correos electrónicos que anunciaban la pantomima Dick Whittington en el Reino Unido debido al uso del nombre "Dick", que a veces se usa como jerga para "pene".[22]
- En mayo de 2006, un hombre en Manchester (Reino Unido) descubrió que los correos electrónicos que escribió a su ayuntamiento para quejarse de una solicitud de planificación habían sido bloqueados porque contenían la palabra "erección" cuando se referían a una estructura.[23]
- Los correos electrónicos bloqueados y las búsquedas en la web relacionadas con The Beaver, una revista con sede en Winnipeg, hicieron que la editorial cambiara su nombre a Canada's History en 2010, después de 89 años de publicación.[24][25] La editora Deborah Morrison comentó: "En 1920, The Beaver era un nombre perfectamente apropiado. Y aunque su otro significado [vulva] no es nada nuevo, su ambigüedad comenzó a plantear un desafío completamente nuevo con el avance de Internet. El nombre se convirtió en un impedimento para nuestro crecimiento".[26]
- En junio de 2010, Twitter bloqueó a un usuario de Luxemburgo 29 minutos después de que abriera su cuenta y publicara su primer tuit. El tuit decía: "Finally! A pair of great tits (Parus major) has moved into my birdhouse "(¡Finalmente! ¡Un par de carboneros) (Parus major ) se han mudado a mi pajarera!". En inglés, great tits puede ser traducido como "tetas grandes". A pesar de incluir el nombre en latín para señalar que el tuit era sobre pájaros, cualquier intento de desbloquear la cuenta fue en vano.[27]
- En 2011, un concejal en Dudley encontró un correo electrónico marcado como blasfemo por el software de seguridad de su concejo después de mencionar fagots, un plato de Black Country (son un tipo de albóndigas, pero también un término peyorativo para los hombres homosexuales).[28]
- Los correos electrónicos de los residentes de Penistone en South Yorkshire han sido bloqueados porque el nombre de la ciudad incluye la subcadena pene.[29]
- Los residentes de Clitheroe (Lancashire, Inglaterra) han sido molestados repetidamente porque el nombre de su ciudad incluye la subcadena "clit", que es la abreviatura de "clítoris".[30]
- Los currículos que contienen referencias a graduarse con honores en latín, como cum laude, magna cum laude y summa cum laude, han sido bloqueados por los filtros de spam debido a la inclusión de la palabra cum, que en latín significa con (en este uso), pero a veces se usa como argot para semen o eyaculación en inglés.[31]

### Artículos de noticias
- En junio de 2008, un sitio de noticias dirigido por el grupo anti-LGBT American Family Association filtró un artículo de Associated Press sobre el velocista Tyson Gay, reemplazando las instancias de "gay" por "homosexual", dando así su nombre como "Tyson Homosexual".[32][33] Esta misma función había cambiado previamente el nombre del jugador de baloncesto Rudy Gay a "Rudy Homosexual".[34]
- La palabra o cadena "ass" puede ser remplazada por "butt", lo que da como resultado "clbuttic" para "classic" (clásico), "buttignment" para "assignment" (asignación) y "buttbuttinate" para "assassinate" (asesinar).[35]

### Otros
- En 2008, Microsoft confirmó que su política para evitar el uso de palabras relacionadas con la orientación sexual llevó a que el nombre de Richard Gaywood se considerara ofensivo y no podía usarse en su "gamertag" o en el campo "Nombre real" de su biografía.[36]
- En 2011, en los videojuegos Pokémon Blanco y Negro, el Pokémon Cofagrigus no se podía intercambiar en línea con otros jugadores sin un apodo porque el nombre de su especie contenía la subcadena "fag". Desde entonces, el sistema se ha actualizado para permitir a los jugadores intercambiarlo sin apodos. El mismo problema ocurrió con Nosepass, Probopass y Froslass debido a la inclusión de la subcadena "ass".
- En 2013, las transferencias de archivos con el nombre de la ciudad sueca de Falun provocaron interrupciones en la conexión web en Diakrit, una empresa con sede en China. Diakrit resolvió el problema cambiando el nombre de los archivos. Fredrik Bergman de Diakrit cree que los nombres de los archivos activaron el Gran Cortafuegos que los censores utilizaron para bloquear la discusión sobre Falun Gong, un movimiento religioso prohibido fundado en China.[37]
- En noviembre de 2013, Facebook bloqueó temporalmente a los usuarios británicos por utilizar la palabra "fagot" en referencia al plato tradicional del mismo nombre.[38]
- En enero de 2014, algunos filtros ISP del Reino Unido bloquearon los archivos utilizados en el juego en línea League of Legends debido a los nombres 'VarusExpirationTimer.luaobj' y 'XerathMageChainsExtended.luaobj', que contienen la subcadena "sex". Esto fue corregido más tarde.[39]
- En mayo de 2018, el sitio web de la tienda de abarrotes Publix no permitía pedir un pastel que contuviera la frase en latín "summa cum laude". El cliente intentó rectificar el problema incluyendo instrucciones especiales, pero aun así terminó con un pastel que decía "Summa --- Laude".[40][41]
- En mayo de 2020, a pesar del extenso escrutinio de los medios, algunos hashtags que se referían directamente al asesor político británico Dominic Cummings no fueron tendencia en Twitter porque la subcadena "cum" activó un filtro anti-pornografía.[42]
- En octubre de 2020, un filtro de blasfemias de Twitter prohibió las palabras "bone" (hueso), "pubic" (púbico) y "stream" (corriente) en una conferencia de paleontología .[43]
- En enero de 2021, Facebook se disculpó por silenciar y prohibir a los usuarios después de haber marcado erróneamente el emblemático Plymouth Hoe de Devon como misógino.[44]
- En abril de 2021, se eliminó la página oficial de Facebook de la Comuna francesa de Bitche. En respuesta, los funcionarios de la comuna crearon una nueva página que hace referencia al código postal, Mairie 57230. Facebook luego se disculpó y restauró la página original. Como medida de precaución, los funcionarios de Rohrbach-lès-Bitche cambiaron el nombre de su página de Facebook a Ville de Rohrbach.[45][46]